# Danny Ward (football, 1993)
Pour les articles homonymes, voir Danny Ward.
Danny Ward, né le 22 juin 1993 à Wrexham au Pays de Galles, est un footballeur international gallois qui évolue au poste de gardien de but au Wrexham AFC.

## Biographie

### En club
Le 30 janvier 2012, durant le mercato hivernal, Danny Ward est recruté par le Liverpool FC.
Avec l'équipe écossaise d'Aberdeen, il joue six matchs en Ligue Europa.
Le 17 avril 2016, il fait ses débuts professionnels pour Liverpool, lors d'un match de la Premier League contre AFC Bournemouth.
Le 11 juillet 2016, Ward est prêté à Huddersfield Town pendant la saison 2016-2017.
Lors de cette saison, durant laquelle il a disputé 46 matches, 
Danny Ward a grandement contribué au retour de Huddersfield Town dans l'élite du football anglais puisqu'il a été décisif lors des deux séances de tirs au but lors des play-offs de promotion face à Sheffield Wednesday en réalisant deux arrêts puis face à Reading en finale, un penalty raté par Reading et un autre arrêté.
Sans ses arrêts décisives, les Terriers n'auraient pas pu disputer deux saisons de Premier League ensuite.
Son passage à Huddersfield Town a été prolifique.
Le 20 juillet 2018, Ward s'engage pour quatre ans avec Leicester City.

### En équipe nationale
Le 16 novembre 2013, il est appelé pour première fois par le sélectionneur Chris Coleman, afin de faire partie de l'équipe du Pays de Galles pour un match contre la Finlande.
Le 24 mars 2016, Ward honore sa première sélection avec l'équipe du pays de Galles contre l'Irlande du Nord. Il entre en jeu à la mi-temps à la place de Wayne Hennessey et les deux équipes se neutralisent (1-1 score final)
En mai 2021, il est retenu dans l'équipe des 26 joueurs de l'équipe A pour participer à l'Euro 2020.
Le 9 novembre 2022, il est sélectionné par Rob Page pour participer à la Coupe du monde 2022.

## Statistiques

### En club
| Saison                | Club                     | Championnat           | Championnat | Championnat | Coupe nationale | Coupe nationale | Coupe de la Ligue | Coupe de la Ligue | Compétition(s) continentale(s) | Compétition(s) continentale(s) | Compétition(s) continentale(s) | Total | Total |
| Saison                | Club                     | Division              | M.          | B.          | M.              | B.              | M.                | B.                | Comp.                          | M.                             | B.                             | M.    | B.    |
| 2010-2011             | Tamworth FC (prêt)       | National League       | 1           | 0           | -               | -               | -                 | -                 | -                              | -                              | -                              | 1     | 0     |
| 2014-2015             | Morecambe FC (prêt)      | League Two            | 5           | 0           | -               | -               | -                 | -                 | -                              | -                              | -                              | 5     | 0     |
| 2015-2016             | Aberdeen FC (prêt)       | Premiership           | 21          | 0           | 1               | 0               | 1                 | 0                 | C3                             | 6                              | 0                              | 29    | 0     |
| 2015-2016             | Liverpool FC             | Premier League        | 2           | 0           | 0               | 0               | 0                 | 0                 | C3                             | 0                              | 0                              | 2     | 0     |
| 2017-2018             | Liverpool FC             | Premier League        | 0           | 0           | 0               | 0               | 1                 | 0                 | C1                             | -                              | -                              | 1     | 0     |
| Sous-total            | Sous-total               | Sous-total            | 2           | 0           | 0               | 0               | 1                 | 0                 | -                              | 0                              | 0                              | 3     | 0     |
| 2016-2017             | Huddersfield Town (prêt) | Championship          | 45          | 0           | 0               | 0               | 1                 | 0                 | -                              | -                              | -                              | 46    | 0     |
| 2018-2019             | Leicester City           | Premier League        | 0           | 0           | 1               | 0               | 4                 | 0                 | -                              | -                              | -                              | 5     | 0     |
| 2019-2020             | Leicester City           | Premier League        | 0           | 0           | 2               | 0               | 2                 | 0                 | -                              | -                              | -                              | 4     | 0     |
| 2020-2021             | Leicester City           | Premier League        | 0           | 0           | 2               | 0               | 1                 | 0                 | C3                             | 2                              | 0                              | 5     | 0     |
| 2021-2022             | Leicester City           | Premier League        | 1           | 0           | 2               | 0               | 2                 | 0                 | C3+C4                          | 0+0                            | 0+0                            | 5     | 0     |
| 2022-2023             | Leicester City           | Premier League        | 26          | 0           | -               | -               | 2                 | 0                 | -                              | -                              | -                              | 28    | 0     |
| 2023-2024             | Leicester City           | Championship          | 0           | 0           | 0               | 0               | 0                 | 0                 | -                              | -                              | -                              | 0     | 0     |
| 2024-2025             | Leicester City           | Premier League        | 2           | 0           | -               | -               | 3                 | 0                 | -                              | -                              | -                              | 5     | 0     |
| Sous-total            | Sous-total               | Sous-total            | 29          | 0           | 7               | 0               | 14                | 0                 | -                              | 2                              | 0                              | 52    | 0     |
| 2025-2026             | Wrexham AFC              | Championship          | 0           | 0           | 0               | 0               | 0                 | 0                 | -                              | -                              | -                              | 0     | 0     |
| Total sur la carrière | Total sur la carrière    | Total sur la carrière | 103         | 0           | 8               | 0               | 17                | 0                 | -                              | 8                              | 0                              | 136   | 0     |

### En sélection
| Années                | Sélection             | Phases finales        | Phases finales | Phases finales | Éliminatoires | Éliminatoires | Éliminatoires | Amicaux | Amicaux | Autres compétitions | Autres compétitions | Autres compétitions | Total | Total |
| Années                | Sélection             | Comp.                 | M.             | B.             | Comp.         | M.            | B.            | M.      | B.      | Comp.               | M.                  | B.                  | M.    | B.    |
| --------------------- | --------------------- | --------------------- | -------------- | -------------- | ------------- | ------------- | ------------- | ------- | ------- | ------------------- | ------------------- | ------------------- | ----- | ----- |
| 2016                  | Pays de Galles        | Euro 2016             | 1              | 0              | -             | -             | -             | 2       | 0       | -                   | -                   | -                   | 3     | 0     |
| 2017                  | Pays de Galles        | -                     | -              | -              | CdM 2018      | -             | -             | 1       | 0       | -                   | -                   | -                   | 1     | 0     |
| 2018                  | Pays de Galles        | Coupe du monde 2018   | -              | -              | -             | -             | -             | 1       | 0       | LdN                 | 0                   | 0                   | 1     | 0     |
| 2019                  | Pays de Galles        | -                     | -              | -              | Euro 2020     | -             | -             | 2       | 0       | -                   | -                   | -                   | 2     | 0     |
| 2020                  | Pays de Galles        | -                     | -              | -              | -             | -             | -             | 1       | 0       | LdN                 | 2                   | 0                   | 3     | 0     |
| 2021                  | Pays de Galles        | Euro 2020             | 4              | 0              | CdM 2022      | 8             | 0             | 2       | 0       | -                   | -                   | -                   | 14    | 0     |
| 2022                  | Pays de Galles        | Coupe du monde 2022   | 2              | 0              | -             | -             | -             | -       | -       | LdN                 | 2                   | 0                   | 4     | 0     |
| 2023                  | Pays de Galles        | -                     | -              | -              | Euro 2024     | 8             | 0             | 2       | 0       | -                   | -                   | -                   | 10    | 0     |
| 2024                  | Pays de Galles        | Euro 2024             | -              | -              | Euro 2024     | 2             | 0             | 1       | 0       | LdN                 | 3                   | 0                   | 6     | 0     |
| 2025                  | Pays de Galles        | -                     | -              | -              | CdM 2026      | 0             | 0             | -       | -       | -                   | -                   | -                   | 0     | 0     |
| Total sur la carrière | Total sur la carrière | Total sur la carrière | 7              | 0              | -             | 18            | 0             | 12      | 0       | -                   | 7                   | 0                   | 44    | 0     |

## Palmarès

### En club
- Aberdeen FC
  - Vice-champion d'Écosse en 2016.
- Leicester City
  - Champion d'Angleterre de D2 en 2024.